# Rezerwat przyrody Góra Rzepka
Rezerwat przyrody Góra Rzepka – rezerwat przyrody nieożywionej na terenie Chęcińsko-Kieleckiego Parku Krajobrazowego w gminie Chęciny, w powiecie kieleckim, w województwie świętokrzyskim. Jest położony w odległości około 1 km na południowy zachód od centrum Chęcin.
- Powierzchnia: 9,45 ha[3] (akt powołujący podawał 9,09 ha)
- Rok utworzenia: 1981
- Dokument powołujący: Zarządzenie MLiPD z 21.09.1981 (M.P. z 1981 r. nr 26, poz. 231)
- Numer ewidencyjny WKP: 044
- Charakter rezerwatu: częściowy
- Przedmiot ochrony: wychodnie skał dewońskich oraz pozostałości historycznego górnictwa kruszcowego (rud ołowiu)

Ochronie rezerwatu podlegają wierzchołki i zbocza sąsiadujących ze sobą wzniesień Góra Rzepka (356 m n.p.m.) i Góra Beylina (355 m n.p.m.) położonych w Paśmie Chęcińskim Gór Świętokrzyskich, a także część utworzonego na ich stokach dawnego kamieniołomu „Korzecko”.
Na południowych stokach Góry Rzepki i na ścianach kamieniołomu występują murawy kserotermiczne i naskalne. Rosną tu chronione i rzadkie gatunki roślin ciepłolubnych takie jak: aster gawędka, dziewięćsił bezłodygowy, dziewięćsił popłocholistny, sasanka łąkowa, wężymord stepowy, zaraza i zawilec wielkokwiatowy.
W 2015 w pobliżu rezerwatu, na terenie nieczynnego kamieniołomu, otwarto Europejskie Centrum Edukacji Geologicznej – ośrodek naukowo-badawczy Wydziału Geologii Uniwersytetu Warszawskiego.

## Budowa geologiczna
Na Górze Rzepka występują dolomity organogeniczne zaliczane do dolnego żywetu oraz wapienie stromatoporoidowe z wkładkami dolomitów i krzemieni. Skały te są silnie spękane, zmineralizowane przede wszystkim kalcytem. Występują zjawiska krasowe.